# Красное (Тывровский район)
Красное (укр. Красне) — село на Украине, находится в Тывровском районе Винницкой области.
Код КОАТУУ — 0524584405. Население по переписи 2001 года составляет 1110 человек. Почтовый индекс — 23342. Телефонный код — 4355.
Занимает площадь 2,001 км².
Красное — это общее название 5-х давних поселений (Красное, Качановка, Швачевка, Рассоше, Новое Мисто). Последнее поселение сейчас является отдельным селом и центром сельского совета. С конца прошлого века здание совета перенесено в центральную часть села. Эту центральную часть изначально в большинстве заселяло еврейское население, которое образовало своего рода купеческий городок — Мисто. Немалую часть населения села составляла польская община, а основой населения были украинцы. Следствие этого для села характерным есть то, что на его территории находится 4 православных, католическое и еврейское кладбища. Прихожане веруют в христианской церкви, а католики — в костёле, которые расположены на территории села.
С двух частей центра села до настоящего времени сохранились останки казацкого земляного вала. В 4-х км от села похоронен полковник Брацлавского полка Войска Б. Хмельницкого — Данила Нечай.
В 1941-м году пулемётным огнём немецкого десанта с колокольни костёла, было в упор расстреляно и погибло более 300 советских воинов, отступавших и остановившихся на привал на берегу речушки Краснянка, которая разделяла село на две части. Все они покоятся в братской могиле в центре села. Имена большей части из них неизвестны.
История основания, создания Красного до современного села, описаны в книге написанной его уроженцем, Щусем Василием Васильевичем "Історія села Красне". Історичне видання- Вінниця 2012.

## Персоналии
- Данила Нечай — близкий сподвижник Богдана Хмельницкого, брацлавский полковник с 1648 года, погиб в бою в Красном.

## Адрес местного совета
23324, Винницкая область, Тывровский р-н, с. Новое Мисто, ул. Котовского; тел. 23-1-73.